# Torsten Winter
Torsten Winter (* 16. Januar 1945) ist ein deutscher Badmintonspieler. 

## Karriere
Torsten Winter gewann 1970 die deutsche Meisterschaft im Herrendoppel mit Siegfried Betz. Ein Jahr später gewann er alle drei möglichen Titel bei den Swiss Open und zwei Titel bei den French Open.

## Sportliche Erfolge
| Saison    | Veranstaltung                    | Disziplin    | Platz | Name                                                                         |
| --------- | -------------------------------- | ------------ | ----- | ---------------------------------------------------------------------------- |
| 1965/1966 | Deutsche Einzelmeisterschaft     | Herreneinzel | 2     | Torsten Winter (1. BC Wiesbaden)                                             |
| 1967/1968 | Deutsche Einzelmeisterschaft     | Herreneinzel | 3     | Torsten Winter (1. BC Wiesbaden)                                             |
| 1969/1970 | Deutsche Einzelmeisterschaft     | Herreneinzel | 2     | Torsten Winter (PSV Grün-Weiß Wiesbaden)                                     |
| 1969/1970 | Deutsche Einzelmeisterschaft     | Herrendoppel | 1     | Siegfried Betz / Torsten Winter (MTV München 1879 / PSV Grün-Weiß Wiesbaden) |
| 1971      | Swiss Open                       | Mixed        | 1     | Torsten Winter / Jelmini                                                     |
| 1971      | Swiss Open                       | Herrendoppel | 1     | Torsten Winter / Hugo Wilmes                                                 |
| 1971      | Swiss Open                       | Herreneinzel | 1     | Torsten Winter                                                               |
| 1971      | French Open                      | Herrendoppel | 1     | Torsten Winter / Hugo Wilmes                                                 |
| 1971      | French Open                      | Herreneinzel | 1     | Torsten Winter                                                               |
| 1974/1975 | Deutsche Einzelmeisterschaft     | Herrendoppel | 3     | Torsten Winter / Hugo Wilmes (PSV Grün-Weiß Wiesbaden)                       |
| 1975/1976 | Deutsche Einzelmeisterschaft     | Herrendoppel | 3     | Torsten Winter / Hugo Wilmes (PSV Grün-Weiß Wiesbaden)                       |
| 1987/1988 | Deutsche Einzelmeisterschaft O40 | Herrendoppel | 1     | Torsten Winter / Jürgen Stock (VfN Hattersheim)                              |
| 1988/1989 | Deutsche Einzelmeisterschaft O40 | Herrendoppel | 1     | Torsten Winter / Jürgen Stock (VfN Hattersheim)                              |
| 1992/1993 | Deutsche Einzelmeisterschaft O45 | Herrendoppel | 2     | Torsten Winter (VFN Hattersheim) / Jürgen Stock (OSC Höchst)                 |
| 1995/1996 | Deutsche Einzelmeisterschaft O50 | Herrendoppel | 1     | Torsten Winter / Jürgen Stock (VfN Hattersheim / VfN Hattersheim)            |